# Мира Адања Полак
Мира Адања-Полак (Будимпешта, 22. август 1942) српска је новинарка и продуценткиња, истраживачица, сарадница и ауторка.
Рођена је као ћерка Соломона и Катарине Адање, сефардских Јевреја. Дипломирала је на Групи за психологију Филозофског факултета Београдског универзитета. Била је шефица маркетинга у „Експорт пресу” (1968) и шефица стјуардеса у „Авио генексу” (1969 — 1971). У Телевизији Београд запослена је од 1971. године.
Телевизијска је уредница у Београду. Њен програм под називом Мира Адања-Полак и Ви се емитује сваке недеље на Радио-телевизији Србије. Као домаћин емисије, Мира Адања-Полак даје своје виђење одређених проблема и актуелних недељних догађаја. Емисија има широко гледалиште свих узраста, а гости су многе важне личности из света науке, културе, политике, уметности и бизниса.

## Биографија
Мира Адања-Полак је позната као аутор више од 645 документарних емисија, раније недељних, а сада се приказују једном месечно, такође на Првом каналу националне телевизије РТС.
Она је и консултант спољнополитичког деска британске телевизије Ај-Ти-Ен - Вести Канала 4. Током Рата у Босни и Херцеговини обезбедила је једини ексклузивни интервју са тадашњим председником Србије Слободаном Милошевићем који је британска телевизија Ај-Ти-Ен емитовала у преко 60 земаља света. Интервјуи за ову британску телевизију са генералом Ратком Младићем и председником Републике Српске Радованом Караџићем у то време укључени су у специјалне емисије о масакру у Сребреници које су Ај-Ти-Ену донеле велики број престижних међународних признања и награда.
Сарадник је за Dictionary of Art (Речник уметности; из Лондона), у делу који се односи на значајна уметничка дела у земљама источне Европе.
Ексклузивни је новинар Royalty магазина, Лондон.
Била је консултант америчке ТВ мреже Еј-Би-Си (АВС) за време Зимских олимпијских игара у Сарајеву 1984. Лични је консултант америчког новинара телевизијске станице Еј-Би-Си Пјера Селинџера.
Мира Адања-Полак убраја се међу ретке новинаре који су успели да измаме ексклузивне интервјуе с изузетно познатим личностима из света уметности, политике, бизниса и шоу-бизниса, као и с припадницима краљевских лоза, у тренуцима када када је то било готово неостварљиво.
На годишњем скупу Y-peer програма Уједињених нација за континуирану борбу против сиде и ширење знања у вези са овом болешћу, Мири Адањи-Полак је у Каиру додељено звање амбасадора за 2009. годину.

### Значајнији интервјуи
- Хенри Кисинџер
- Пјер Селинџер
- Принц Мајкл Романов
- Принцеза Леонида Романов
- Софија Лорен
- Карло Понти
- Карл Малден
- Џејмс Вудс
- Јованка Броз
- Госпођа Аљенде, удовица Салвадора Аљендеа
- Зоран Ђинђић
- Престолонаследник Александар Карађорђевић
- Кнегиња Јелисавета Карађорђевић
- Барбара Картланд
- Ерика Џонг
- Оријана Фалачи
- Фредерик Форсајт
- Грејам Грин
- Вили Брант
- Џефри Арцер
- Лорд Овен
- Гроф фон Стауфенберг
- Курт Валдхајм
- Индира Ганди
- Габријел Гарсија Маркес
- Ирена Лидова
- Милорад Мишковић
- Александар Годунов
- Нурајев
- Данило Киш
- Ели Визел
- Росалин Картер
- Дејвид Рокфелер
- Питер Карингтон
- Арманд Хамер
- Валери Жискар Д'Естен
- Мстислав Ростропович
- Барбара Волтерс
- Кирк Даглас
- Ана Ивановић

## Уписана у
- Међународни зборник некадашњег Биографског центра Кембриџ
- Међународни зборник личности достигнућа 1991.
- Међународни ко је ко међу интелектуалцима света 1992.
- Зборник Британске уније слободних новинара
- Ко је ко у Србији 1995, 1996.
- Ко је ко (Британски зборник, 2003)

## О Мири Адањи-Полак као новинару писали
- Душан Славковић: Бити новинар, Научна књига, Београд, 1998.
- Бранислав Ковач: 33 X како постати новинар, Београд, 1998.[6]

## Написи у иностраној штампи
- магазин, Њујорк - прва посета принцезе Јелисавете Карађорђевић Југославији.
- магазин, Њујорк - прво представљање новоизабраног председника Југославије у Америци.
- магазин - велики број чланака о династији Карађорђевић и руској династији Романов.
- Америчка телевизија Ен-Би-Си (NBC), Nightline програм - „Краљевска мисија“ - документарни филм о посети принцезе Јелисавете Карађорђевић домовини, након 60 година изгнанства, њеној помоћи и први улазак телевизијске камере у Бели двор.

## Издаваштво
- Књига „Американци“.[7] Резултат је многобројних истраживања и анализа америчког друштва.